# Garth (DC Comics)
Pour les articles homonymes, voir Garth, Aqualad, Aqualad (Kaldur'ahm) et Tempest.
Garth, alias Aqualad, est un super-héros de l'univers DC Comics. Il s'agit du pupille d'Aquaman, de même que Robin l'est pour Batman et Speedy pour Green Arrow. Devenu adulte, il prit le nom de Tempest.
Aqualad est créé par Robert Bernstein et Ramona Fradon dans Adventure Comics #269 en février 1960. Tempest est créé par Phil Jimenez en décembre 1996 dans Tempest #2.

## Biographie du personnage
Garth était à l'origine le partenaire adolescent d'Aquaman, avec des pouvoirs très peu différents de ceux de son mentor. Il était l'un des membres fondateurs de la première équipe des Teen Titans, mais était considéré comme l'une des recrues les plus faibles en raison de son incapacité à survivre hors de l'eau pendant plus d'une heure.
Comme Aquaman, c'est un atlante, un humanoïde amphibien qui avait été laissé pour mort à la suite d'une ancienne prophétie Atlante.

## Pouvoirs et capacités
Garth possède une force surhumaine, lui permettant de soulever jusqu'à 8 tonnes sur la terre ferme. Il respire sous l'eau et peut survivre même à plusieurs kilomètres de profondeur. Son corps, grâce à divers fluides et gaz qu'il produit, résiste aux pressions des fonds marins et à une grande partie des blessures. Il peut survivre même à très basse température et nager à très grande vitesse. Il voit parfaitement dans l'eau, mais il ne peut pas distinguer le noir, le vert et le bleu[réf. nécessaire]. Ses sens de l'ouïe et de l'odorat sont eux aussi très élevés.

## Autres médias

### Séries animées
- 1966 - 1967 : The Superman/Aquaman Hour of Adventure
- 2013 - en cours : Teen Titans Go!

#### Teen Titans: Les Jeunes Titans
Aqualad apparaît dans la série animée Teen Titans : Les Jeunes Titans. Bien qu'en plusieurs points il corresponde à la version du comics, son look et ses pouvoirs ont été en partie retravaillés. Il est toujours amphibie, capable de nager à grande vitesse et de survivre dans des profondeurs, mais peut désormais survivre aussi longtemps qu'il le souhaite à la surface. En outre, il possède un don d'hydrokinésie, révélé dans Le Vainqueur prend tout, qui lui permet de se battre sur la Terre ferme. Enfin, il peut communiquer télépathiquement avec les animaux marins, ce qui lui permet de parler avec Changelin même lorsque ce dernier prend une forme d'animal marin.
Aqualad apparaît dans Trident des Abysses, où lui et son ami Tramm font équipe avec les Teen Titans pour vaincre Trident, une créature aquatique armée d'un trident électrique et douée du don d'ubiquité, qui a dérobé des déchets toxiques. Durant l'épisode, Starfire et Raven ont eu un faible pour lui (ce qui n'a cependant pas perduré ensuite), et Changelin éprouve d'abord une certaine jalousie envers lui, mais ils parviennent finalement à se réconcilier, et Aqualad et Tramm sont nommés membres honoraires des Teen Titans à la fin de l'épisode.
Aqualad réapparaît dans Le Vainqueur prend tout, où il est amené dans un tournoi organisé par le « Maître des Jeux » entre différents individus ayant des pouvoirs (Robin, Cyborg, Changelin, Gizmo, Speedy, Aqualad, Hot Spot et Wildebeest) pour soi-disant déterminer qui est le plus fort d'entre eux. En réalité, le Maître des Jeux souhaite absorber les perdants grâce à un talisman et ainsi s'approprier leurs pouvoirs. Aqualad est vaincu par Speedy au premier round, et donc absorbé par le talisman du Maître des Jeux, mais Robin, gagnant final du tournoi, réussit à le libérer avec tous les autres perdants.
Plus tard, Aqualad est mêlé aux manigances de Brother Blood lorsque ce dernier tente d'utiliser une version géante du canon de Cyborg pour provoquer dans la mer un raz-de-marée qui noiera la ville. Dans Les Jeunes Titans de l'Est, il forme, avec Bumblebee, Speedy et Más y Menos l'équipe des Titans East pour combattre Blood. Après la défaite de ce dernier, il demeure dans l'équipe.
Aqualad et Tramm sont tous deux pris d'assaut par Plasmus et Trident dans Appel à tous les Titans, lors de l'attaque de la Confrérie du Mal sur les Titans éparpillés à travers le globe. Tous deux sont capturés et congelés, mais Màs y Menos les libèrent un peu plus tard.

#### La Ligue des Justiciers: Nouvelle Génération
Dans la série Young Justice, Aqualad est membre fondateur de l'équipe et devient rapidement son leader. Il s'agit ici de Kaldur'ahm, le second Aqualad. Garth apparaît également, mais en tant que Tempest.

### Films directement en DVD
- 2013 : La Ligue des justiciers : Le Paradoxe Flashpoint (caméo)

### Jeux vidéo
- 2003 : Aquaman: Battle for Atlantis
- 2013 : Young Justice: Legacy